# Illogicist
Illogicist est un groupe italien de death metal, originaire d'Aoste, en Italie du Nord.

## Histoire

### Débuts (1997–2006)
En été 1997, le guitariste Luca Minieri et le batteur Remy Curtaz forment ensemble un projet dans lequel ils souhaitaient tous deux concrétiser leurs idées musicales. L'accent est mis sur des rythmes inhabituels et « illogiques », fortement influencés par le jazz et la fusion. Selon Minieri, le nom du groupe ne fait toutefois pas directement référence à la musique, mais plutôt au concept global du groupe. Il déclare plus tard à ce sujet : « Le logicien [en anglais logicist] est celui qui enseigne la logique ; illogicist n'existe pas en anglais, mais ça peut donc quand même signifier l'exact opposé, c'est-à-dire celui qui enseigne l'illogique. »
Après que l'arrivée du bassiste Roberto Zeppa dans le groupe peu de temps après, Illogicist se prépare à sa première publication. Quelques semaines avant le début de l'enregistrement, Fabio Filippone ajoute un guitariste supplémentaire au groupe. Finalement, un EP intitulé Polymorphism of Death est publié en 2002. Cet EP avait le caractère d'une démo, mais il fut publié régulièrement et fut loué dans le milieu, entre autres, pour la qualité de la production et les structures complexes mais néanmoins accrocheuses des chansons.
Peu après l'enregistrement, Zeppa et Filippone quittent le groupe, ce dernier pour se consacrer davantage à son groupe de black metal Nefarium. Diego Ambrosi (guitare) et Emilio Dattolo (basse) prennent les places laissées vacantes peu après. Pendant les préparatifs de la sortie suivante, le style musical d'Illogicist évolue dans une direction plus technique. Un deuxième EP, Dissonant Perspective, est finalement achevé en 2003. Avec cet EP, le groupe réussit à obtenir pour la première fois une plus grande reconnaissance sur la scène du death metal italien. Soutenu par un grand nombre de concerts, Illogicist signe un contrat pour un album avec le label Crash Music.
L'enregistrement du premier album a lieu peu de temps après dans le propre studio de Minieri, qui n'était toutefois qu'à l'état de projet à ce moment-là. L'enregistrement s'achève néanmoins sans problème et la production finale a lieu fin 2003 aux studios Finnvox. L'album sort finalement le 13 juillet 2004 sous le titre Subjected. Après le départ du batteur Curtaz peu de temps après, Sergio Ponti est présenté comme nouveau batteur. Il accompagne le groupe lors de la tournée européenne qui a suivi. Après l'expiration de leur contrat d'enregistrement avec Crash Music, le groupe passe à Willowtip Records, car ils se sentaient mal soutenus par leur ancien label.

### The Insight Eye(depuis 2007)
Avant l'enregistrement du deuxième album, Ponti quitte le groupe. À la recherche d'un nouveau batteur, Minieri demande également à Marco Minnemann (Necrophagist), qu'il avait rencontré personnellement quelques années auparavant lors de l'enregistrement d'un DVD d'apprentissage de Drum Workshop. Celui-ci accepte et enregistre ses parties en Californie pour les transmettre ensuite au groupe. Le reste de l'enregistrement a ensuite lieu dans le studio Dissonant de Minieri, devenu entre-temps un studio à part entière. La production finale a de nouveau lieu aux Finnvox Studios.
L'album The Insight Eye sort finalement le 10 juillet 2007. En Europe, l'album est publié par Candlelight Records, aux États-Unis par Willowtip Records. Dans diverses critiques, l'album est très apprécié et la musique technique et brutale, mais néanmoins compréhensible et mélodique, est soulignée à maintes reprises,. La pochette de The Insight Eye est conçue par Mike Bohatch, qui avait déjà travaillé entre autres pour Dew-Scented.
Pour Illogicist, il n'était à ce moment-là pas possible, surtout financièrement, de réserver un musicien à succès comme Marco Minnemann pour des tournées et autres, de sorte que le poste de batteur était toujours vacant. En septembre 2007, Alessandro Tinti est présenté comme nouveau batteur permanent. En août 2010, l'enregistrement du troisième album intitulé Unconsciousness of Living débute. Il sort le 1er novembre 2011 via Willowtip Records. En Allemagne, l'album sort le 13 janvier 2012 via Hammerheart Records.

## Style musical
Illogicist joue un death metal complexe et technique, tout en veillant à ce que les structures des chansons soient accrocheuses. Ce style a été qualifié à plusieurs reprises par le groupe d'« asymétrie rythmique ». Dans de nombreuses critiques, la musique du groupe est directement comparée aux œuvres ultérieures de Death en termes de complexité, notamment l'album Individual Thought Patterns,. Cependant, on critique également le fait que le style musical ne soit qu'une suite de mesures différentes sans véritable créativité. Sur le troisième album The Unconsciousness of Living, ce style est en grande partie maintenu. Une proximité stylistique avec Individual Thought Patterns y est encore plus évidente, mais des références à Cynic ou Atheist apparaissent occasionnellement,.
Tant la musique que les textes des chansons sont en grande partie écrits par Luca Minieri. Les textes traitent presque exclusivement de sujets philosophiques et spirituels. Comme influences musicales, Minieri cite, outre Death, Atheist et Cynic, Spastic Ink ainsi que Theory in Practice. Il cite Chuck Schuldiner comme modèle musical, qui aurait également eu la plus grande influence sur son jeu de guitare.

## Discographie

### Albums studio
- 2004 : Subjected (Crash Music)
- 2007 : The Insight Eye (Willowtip Records)
- 2011 : The Unconsciousness of Living (Willowtip Records)

### EP
- 2002 : Polymorphism of Death
- 2003 : Dissonant Perspectives